# Тайнен, Кеннет
Кеннет Тайнен (англ. Kenneth Tynan; 2 апреля 1927, Бирмингем, Англия — 26 июля 1980, Санта-Моника, Калифорния, США) — английский театральный, музыкальный и кинокритик, сценарист, либреттист, актёр, продюсер.

## Биография
Окончил Школу короля Эдварда, затем Оксфордский университет. Приобрёл широкую известность как пропагандист драматургии Б. Брехта, Ж. Ануя, убеждённый защитник театра «рассерженных молодых людей» и кинематографа французской новой волны.
С 1963 года руководил репертуарной частью Королевского национального театра Великобритании, которым в то время руководил Лоренс Оливье.
Умер в США от эмфиземы лёгких. Прах был перемещён на родину и похоронен на кладбище в Оксфорде.

## Творчество
Один из самых известных театральных критиков XX века. Занял достойное место в истории английского театра.
Острый и яркий литератор, К. Тайнен отдал дань моде, став автором ряда сенсационно-развлекательных представлений, в частности эротического музыкального ревю «О, Калькутта!» (1969); киносценариев «Некуда идти» (1958), сериала «Tempo» (1961—1968), «Макбет» (1971).

## Избранные публикации
- 1950 — He That Plays the King
- 1953 — Persona Grata
- 1953 — Alec Guinness
- 1955 — Bull Fever
- 1960 — Quest for Corbett
- 1961 — Curtains
- 1967 — Tynan Right and Left: Plays, Films, People, Places and Events (ISBN 0-689-10271-2) (в рус. переводе — На сцене и в кино. М., 1968.)
- 1975 — The Sound of Two Hands Clapping
- 1980 — Show People: Profiles in Entertainment (ISBN 0-671-25012-4)
- 1955 — Kenneth Tynan: Letters (ISBN 0-517-39926-1)

## Избранные роли в кино и на телевидении
- 1955 — Around the World with Orson Welles (мини-сериал)
- 1966 — Great Acting: Laurence Olivier (телевизионный)
- 1967—2003 — Омнибус (сериал)
- 1968—1974 — Шоу Дика Каветта (сериал)
- 1969 — Свобода любви
- 1972 — Lenny Bruce Without Tears
- 1975 — Арена (сериал)